# 小疇伝

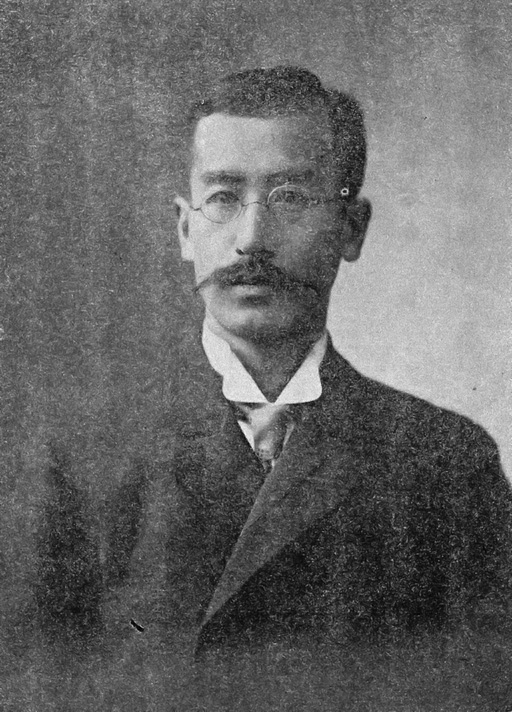
小疇伝

小疇 伝（こあぜ つたう 1874年4月3日 - 1912年1月29日）は、日本の裁判官、刑法学者。

## 経歴
- 1874年4月3日 兵庫県姫路市に生まれる
- 1898年 東京帝国大学独法科を卒業、直ちに司法官となる
- 1900年 検事となる
- 1903年 控訴院検事となる
- 1910年 大審院判事となる
- 1912年1月29日 腎臓炎のため逝去（享年38）

## 著書
- 『日本刑法論　総則之部』（1904年）
- 『日本刑法論　各論』（1905年）
- 『改正日本刑法論　総則』（1908年）
- 『大審院判例ト新刑法』（1908年）
- 『新刑法論　総則』（1910年）